# Maladera detersa
Maladera detersa är en skalbaggsart som beskrevs av Wilhelm Ferdinand Erichson 1834. Maladera detersa ingår i släktet Maladera och familjen Melolonthidae. Inga underarter finns listade i Catalogue of Life.